# Pachytella mongolica
Pachytella mongolica là một loài bọ cánh cứng trong họ Cerambycidae.